# Pedras do Piper
As Pedras do Piper ou o círculo de pedras de Athgreany é um círculo de pedras da Idade do Bronze em Athgreany, no Condado de Wicklow. Senta-se numa colina baixa com vista para a N81, 2 km ao sul de Hollywood.

## Descrição
O círculo de pedra fica no final de uma cordilheira baixa, fechada à distância por terrenos altos por todos os lados. Pensa-se que alguém tentou remover o círculo sem sucesso, atrapalhando a colocação das pedras no processo. Agora, o sítio é composto por 16 rochas de granito, com 5 restantes em suas colocações originais. No Ordnance Survey de 1941, relataram 29 pedras originalmente. As pedras variam em altura de 1,3 m a 1,92 m. Não houve investigação arqueológica do local, portanto a data de construção é estimada em apenas no final da Idade do Bronze, aproximadamente 1400–500 a.C. O círculo tem aproximadamente 23 m de diâmetro. Uma pedra maior e afastada, com 2 m de altura, fica do lado de fora do círculo, a nordeste. Algumas das pedras mostram sinais de arte megalítica esculpida e degradada, consistindo em ranhuras e marcas de taça. 

## História
Acredita-se que o nome da pedra, The Piper Stones, tenha derivado de um conto popular local que dizia que aqueles que foram pegos dançando lá em um domingo se tornariam pedra, com as pedras representando esses foliões. Uma pedra periférica no nordeste representa o flautista. Há uma velha árvore de espinheiro que cresce em torno da circunferência da pedra, esta árvore está associada a fadas e outros folclore.
Há outros quatro círculos que receberam o mesmo nome, outro no Condado de Wicklow, dois no Condado de Kildare e mais um no Condado de Kerry. Esses outros também têm um conto popular semelhante a eles, e tem sido visto como uma maneira de classificar esses círculos.